# Kamienica przy Rynku 38 we Wrocławiu
Kamienica przy Rynku 38, znana również jako Kamienica Pod Złotą Kotwicą – kamienica na wrocławskim rynku, na jego wschodniej pierzei, na tzw. stronie Zielonej Trzciny (niem. Grüne-Rohr-Seite) lub Zielonej Rury (według Mateusza Golińskiego ta część pierzei nosiła nazwę „Pod Podcieniami Kapeluszników”). Na Rynku wrocławskim dwie kamienice noszą tę sama nazwę: druga znajduje się przy parceli Rynek 52.

## Historia i architektura kamienicy
Pierwszy budynek na posesji nr 38 został wzniesiony w okresie późnego średniowiecza. W pierwszej lub drugiej połowie XIV wieku, umieszczono gotycko-renesansowy portal. Otwór portalu zamknięty był łukiem dwuramiennym a jego węgary udekorowane były pilastrami laskowanymi od 1/3 wysokości i z kapitelami akantowymi z impostami dekorowanymi maskami. W przyłuczach portalu znajdowały się wizerunki amorków trzymających tarczę (po prawej) i piszczałkę (po lewej). W dolnej części fryzu znajdowała się inskrypcja: „Seelin die im Hause des Herrn wohnen”. Górna część ozdobiona była fryzem z płaskorzeźbionych liści z tarczą herbową przytrzymywaną przez aniołki. Powyżej znajdowało się dwudzielne, prostokątne nadświetle z kratą. Nieczytelna liczba XXXIII (pierwotnie LXXXIV) odnosi się do źródła cytatu (Psalm 84).
Nieznany jest pierwszy właściciel kamienicy, ale, jak twierdzi Wojciech Chądzyński, godło „Złota Kotwica” może sugerować, że należała do jakiegoś kupca powiązanego z Hanzą, związkiem północnoniemieckich miast targowych, do którego od 1387 roku należał Wrocław. Na początku XVI wieku kamienica stała się własnością rodu Artzatów. W 1671 roku właścicielem kamienicy był kolejny potomek rodu Artzatów, doktor prawa i radca cesarski Adam Kaspar von Artzat (1641–1677). Po śmierci Adama Artzata kamienica została zakupiona przez anonimowego dziś wrocławskiego kuśnierza. Od 1726 roku kamienica należał do Johanna Sigismunda Cämmerera. Z jego inicjatywy, w 1740 roku, kamienica została przebudowana na styl barokowy. Powstała wówczas kamienica czterokondygnacyjna zakończona gzymsem, nad którym zbudowano dwukondygnacyjny szczyt zwieńczony wazą i flankującymi ją wolutowo zwiniętymi gzymsami.
W 1872 roku budynek został zburzony, a w jego miejsce wzniesiono neobarokową kamienicę według projektu Louisa Ehrlicha. Kamienica została podniesiona o piątą kondygnację, a fasada zyskała neorenesansowy wygląd; na jej szczycie umieszczono tralkową balustradę z płaskim dachem.
W 1904 przeprowadzono przebudowę wnętrz. Inwestorem prac był żydowski kuśnierz wrocławski Moritz Boden, który od 1869 roku był właścicielem salonu futrzarskiego mieszczącego się na parterze kamienicy. Boden zaopatrywał w luksusowe futra niemiecką arystokrację i dwór cesarski, za co otrzymał w 1914 roku honorowe tytuły: dostawcy dworu i pruskiego radcy komisarycznego. Po śmierci Moritza Bodena kamienicę odziedziczyli jego synowie, Kurt i Fritz, którzy byli jej właścicielami do końca lat trzydziestych.

## Po II wojnie światowej
W wyniku działań wojennych w 1945 roku kamienica uległa zniszczeniu. Została odbudowana w formie barokowej. Obecnie jest to pięciokondygnacyjna kamienica z czteroosiową fasadą zakończoną szczytem zbliżonym do tego z XVIII wieku, przykryta dachem kalenicowym, dwutraktowa.
Do 1993 w kamienicy znajdowała się siedziba wrocławskiego oddziału PTTK. Od lat 90. w kamienicy znajduje się restauracja „La Scala”.